# Prague (Oklahoma)
Prague é uma cidade localizada no estado norte-americano de Oklahoma, no Condado de Lincoln. É a localidade de nascimento do atleta norte-americano Jim Thorpe.

## Demografia
Segundo o censo norte-americano de 2000, a sua população era de 2138 habitantes.
Em 2006, foi estimada uma população de 2151, um aumento de 13 (0.6%).

## Geografia
De acordo com o United States Census Bureau tem uma área de
4,6 km², dos quais 4,6 km² cobertos por terra e 0,0 km² cobertos por água. Prague localiza-se a aproximadamente 308 m acima do nível do mar.

## Localidades na vizinhança
O diagrama seguinte representa as localidades num raio de 20 km ao redor de Prague.